# Grant Bowler

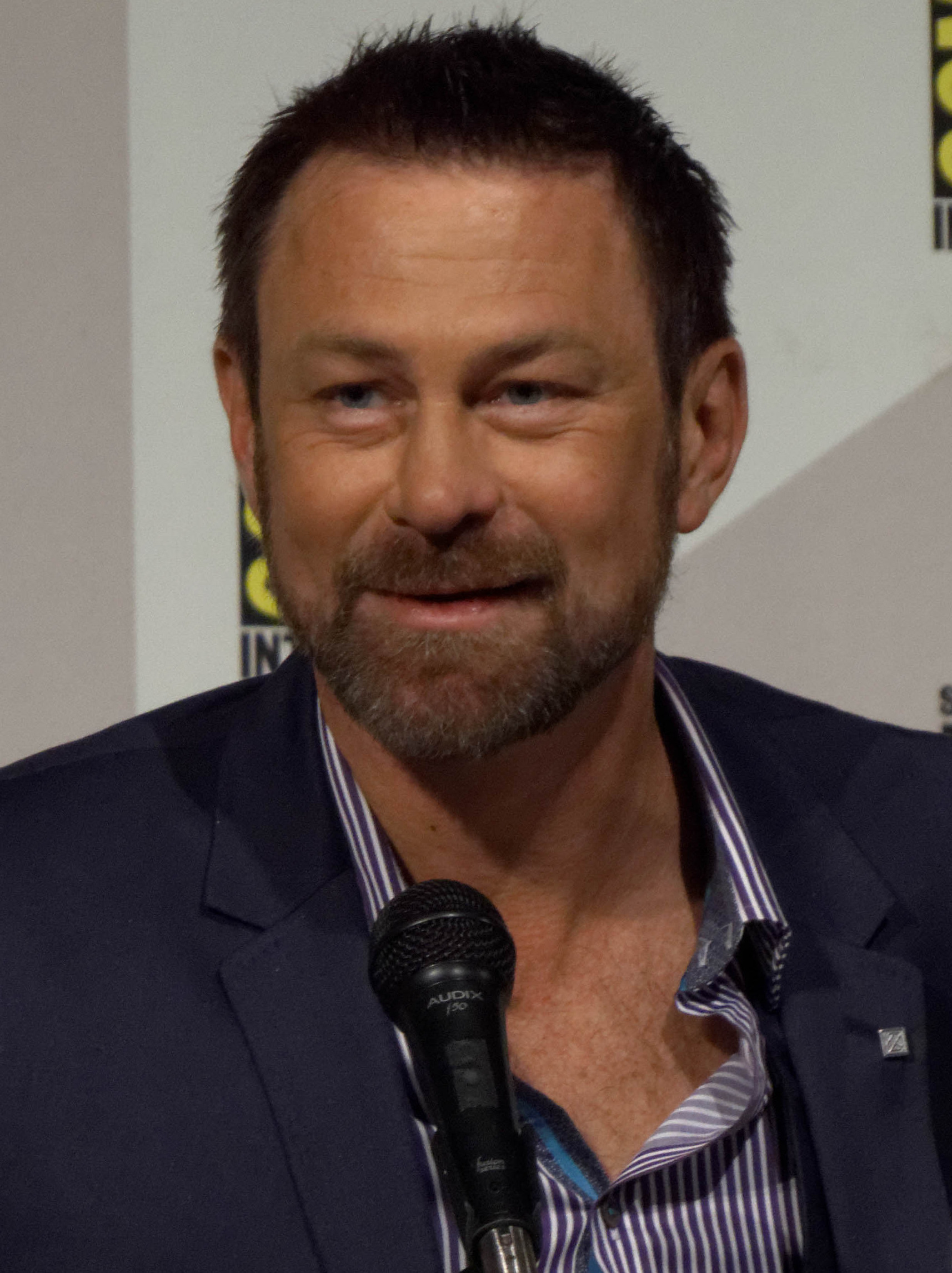

Grant Bowler (* 18. Juli 1968 in Auckland, Neuseeland) ist ein neuseeländischer Schauspieler und Moderator.

## Biografie
Grant Bowler hatte seinen ersten Auftritt 1996 im australischen Fernsehen, danach in verschiedenen Fernsehserien, Fernseh- und Kinofilmen. Von 2013 bis 2015 spielte Grant Bowler die Hauptrolle des Chief Lawkeeper Joshua Nolan in der amerikanischen Fernsehserie Defiance und wurde damit auch einem deutschsprachigen Publikum bekannt. Sein Schaffen umfasst mehr als 50 Produktionen.

## Filmografie (Auswahl)
- 1993–1996: Blue Heelers (Fernsehserie, 96 Folgen)
- 1996: Pacific Drive (Fernsehserie, 1 Folge)
- 1996–1998: Medivac (Fernsehserie, 48 Episoden)
- 1997: Halifax f.p: Someone you know
- 1998: Wildside (Fernsehserie, 1 Folge)
- 1999: Farscape (Fernsehserie, 1 Folge)
- 1999: Close Contact
- 1999–2001: Stingers (Fernsehserie, 3 Folgen)
- 2000: Die verlorene Welt (Fernsehserie, 1 Folge)
- 2000: On the Beach
- 2000–2003: The Mole (Fernsehserie, 10 Folgen)
- 2001: Finding Hope
- 2001–2002: Something in the Air (Fernsehserie, 26 Folgen)
- 2002: White Collar Blue (Fernsehserie, 1 Folge)
- 2002: Always Greener (Fernsehserie, 11 Episoden)
- 2003: Ned
- 2003: Calling Gerry Molloy
- 2004: McLeods Töchter (Fernsehserie, 1 Folge)
- 2004: One of the Oldest Con Games
- 2004: Through my Eyes: The Lindy Chamberlain Story
- 2004–2005: All Saints (Fernsehserie, 20 Folgen)
- seit 2004: Border Security: Australia’s Front Line (bislang 105 Folgen)
- 2005–2009: Outrageous Fortune (Fernsehserie, 54 Folgen)
- 2007: The Fall of Night
- 2008: Lost (Fernsehserie, 3 Folgen)
- 2008: Canal Road (Fernsehserie, 10 Folgen)
- 2008–2010: Ugly Betty (Fernsehserie, 17 Folgen)
- 2010: True Blood (Fernsehserie, 7 Folgen)
- 2011: Panic at Rock Island (Fernsehfilm)
- 2011: Killer Elite
- 2011: City of Gardens
- 2011: Atlas Shrugged: Part 1
- 2011: Steve Niles's Remains
- 2011: Remains of the Walking Dead
- 2011–2012, 2014: The Amazing Race Australia (Fernsehshow, 24 Folgen, als Moderator)
- 2012: GCB (Fernsehserie, 2 Folgen)
- 2012: The Great Mint Swindle
- 2012: Liz & Dick (Fernsehfilm)
- 2012: I Do
- 2013–2015: Defiance (Fernsehserie, 39 Folgen)
- 2014: Swelter
- 2014: Lucky Dog
- 2015: Gallipoli (Fernsehserie, 7 Folgen)
- 2015: Getting On – Fiese alte Knochen (Fernsehserie, 6 Folgen)
- 2017: Still Star-Crossed (Fernsehserie, 7 Folgen)
- 2019: Harrow (Fernsehserie, 10 Folgen)
- 2019: Guns Akimbo
- 2022: Super Volcano (Fernsehfilm)
- 2022: Megaquake – Kalifornien am Abgrund (20.0 Megaquake, Fernsehfilm)
- 2023: Ice Storm – Der Beginn einer neuen Eiszeit (Ice Storm, Fernsehfilm)